# Vice-reino de Kiev

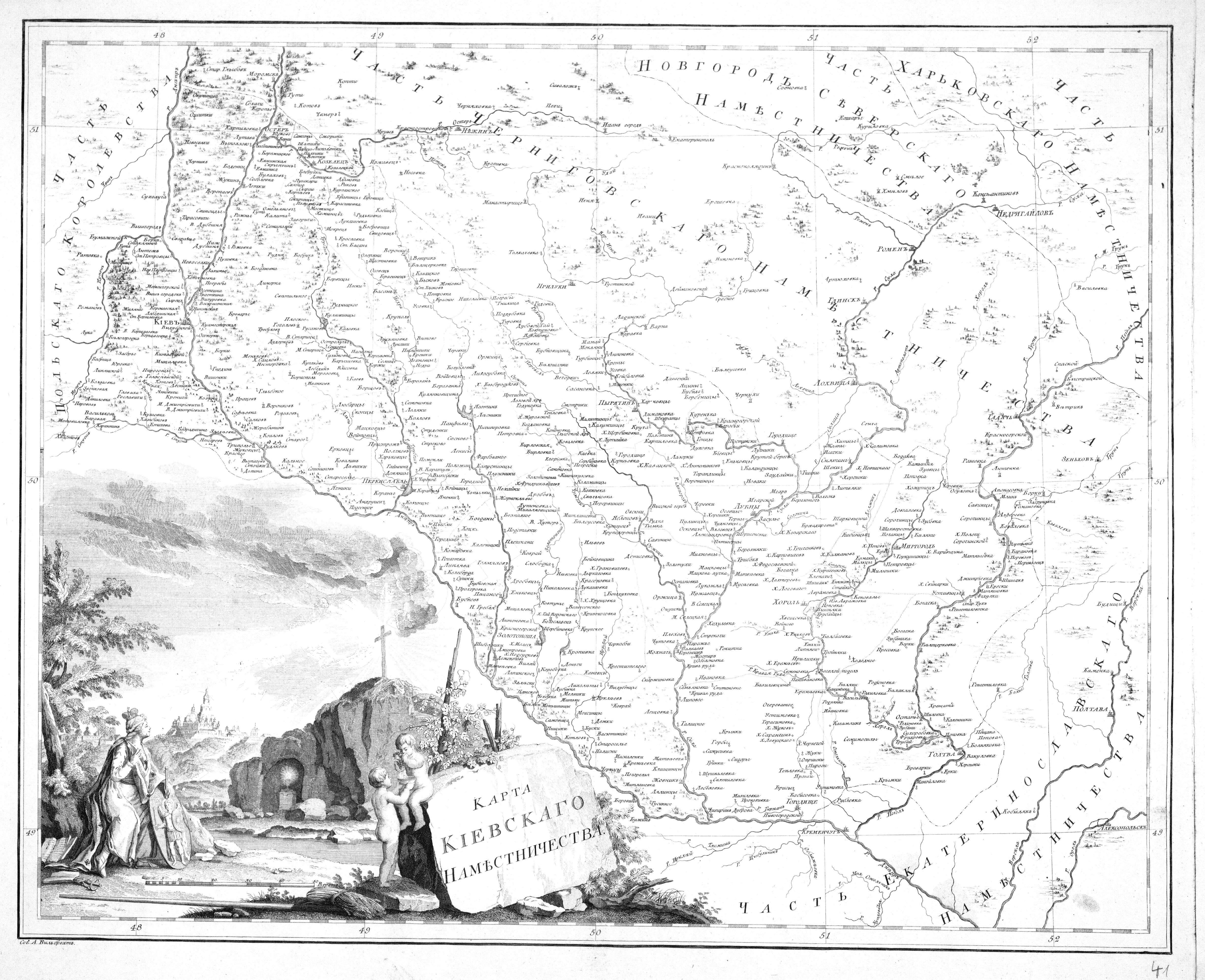
Mapa do Vice-Reino de Kiev de 1792

O Vice-Reino de Kiev (em russo:  Киевское наместничество) foi uma divisão administrativa-territorial do Império Russo, criada no processo da reforma de Catarina iniciada por seu decreto de 7 de novembro de 1775, quando a nova unidade administrativa namestnichestvo (vice-reino) foi introduzida.
Em 16 de setembro de 1781, um decreto foi emitido para transformar o Gubernia em um Vice-Reino (Kievskoye namestnichestvo), com a data efetiva de 9 de janeiro de 1782. O Vice-Reino foi subdividido nos seguintes condados (uezdes):
- Kiev
- Gorodishche
- Goltva
- Khorol
- Kozelets
- Lubni
- Mirgorod
- Ostyor
- Pereiaslavl
- Piriatina
- Zolotonosha

Observe que algumas fontes afirmam que as cidades de Khorol e Gorodishche foram incluídas sem seus distritos.
Em 1789, o condado de Gorodishche foi transferido para o Gubernia de Yekaterinoslav. Em 1791, o Vice-Reino de Kiev foi subdividido em dez okrugs  e no início da década de 1790 distritos adicionais (uezdes) de Bohuslav, Gadyach, Kaniv, Zinkiv, Korsun e Lokhvitsia foram adicionados.
Em 4 de junho de 1782, foi aprovado oficialmente o Brasão de Armas de Kiev, que de fato se tornou um Brasão de Armas do Vice-Reino. De acordo com a descrição, o Arcanjo Miguel está vestido de prata segurando uma espada brilhante, retratada em um escudo azul.

## Governadores

### Governadores-Gerais (Vice-reis)
- Petr Rumiantsev (1782-1796)
  - Mikhail Krechetnikov (em exercício) (1791-1793)
  - Osip Igelstrom (em execício) (1793-1794 )

### Governadores do Vice-reino
- Semen Shirkov (1782-1795)
- Vasilii Krasno-Milashevich (1796-17 de junho de 1797)